# Broumov Airport
Broumov Airport är en flygplats i Tjeckien.   Den ligger i regionen Hradec Králové, i den nordöstra delen av landet, 150 km öster om huvudstaden Prag. Broumov Airport ligger 401 meter över havet.
Terrängen runt Broumov Airport är varierad.Runt Broumov Airport är det ganska tätbefolkat, med 134 invånare per kvadratkilometer. Närmaste större samhälle är Broumov, 2,7 km norr om Broumov Airport. Trakten runt Broumov Airport består till största delen av jordbruksmark.